# Typhlogastrura topali
Typhlogastrura topali är en urinsektsart som först beskrevs av Imre Loksa och Bogojevic 1967.  Typhlogastrura topali ingår i släktet Typhlogastrura och familjen Hypogastruridae. Inga underarter finns listade i Catalogue of Life.